# Abram Kardiner
Abram Kardiner (New York, 17 agosto 1891 – Connecticut, 20 luglio 1981) è stato un antropologo statunitense.
Allievo di Franz Boas, fu anche paziente di Sigmund Freud. Si deve a lui la definizione del concetto di "personalità di base", utilizzato in antropologia per indicare quegli aspetti della personalità che sono comuni a tutti gli individui appartenenti ad una stessa società.